# Saint-Michel-Escalus
Saint-Michel-Escalus – miejscowość i gmina we Francji, w regionie Nowa Akwitania, w departamencie Landy.
Według danych na rok 1990 gminę zamieszkiwało 161 osób, a gęstość zaludnienia wynosiła 9 osób/km² (wśród 2290 gmin Akwitanii Saint-Michel-Escalus plasuje się na 1015. miejscu pod względem liczby ludności, natomiast pod względem powierzchni na miejscu 619.).